# Gonçalo Dumas Diniz
Gonçalo Dumas Diniz (Luanda, 1 de Outubro de 1972), de seu nome completo Gonçalo Marco Dumas Diniz Canhoto, também conhecido como Gonçalo Diniz, é um designer português e activista das causas LGBT que foi o mentor e o coordenador do movimento que levou à criação da Associação ILGA Portugal em 1995, legalmente registada em 1996 como uma IPSS, de que foi o primeiro presidente.

## Biografia
Em 1994, em Lisboa, desenvolveu contactos com todos os grupos de homossexuais já existentes no sentido de formar uma associação que centralizasse a defesa dos interesses e dos direitos da comunidade gay e lésbica em Portugal. As suas iniciativas resultaram na criação da ILGA Portugal em 1995, legalmente registada em 1996 como IPSS, tendo feito parte do grupo original de vinte e sete pessoas que subscreveram a escritura da sua fundação. Foi também o seu primeiro Presidente.
Foi durante a sua liderança que a associação se envolveu na luta contra a SIDA, que desenvolve regularmente desde a sua constituição, como consequência do facto de os seus membros-fundadores terem iniciado o seu activismo na associação Abraço. Numa entrevista concedida em 1999, Gonçalo Diniz, então presidente da ILGA-Portugal, referia "A associação surgiu a partir de voluntários que trabalhavam em organizações de luta contra a AIDS e eram organizações que tinham uma grande massa de voluntariado que era gay e que pensava que deveria existir uma organização que tratasse exclusivamente dos assuntos dessa comunidade"
Como presidente da ILGA Portugal apoiou e promoveu também o Festival de Cinema Gay e Lésbico de Lisboa, o actual Queer Lisboa, cuja primeira edição teve lugar em 1997 e que é hoje o mais antigo festival de cinema da capital portuguesa.[4]

Em 1997, esteve activamente envolvido no processo de aprovação de uma lei que permitisse e regulasse as uniões de facto em Portugal, a futura Lei n.º 135/99, de 28 de agosto, aprovada dois anos depois.
Em 1999 colaborou na elaboração do guia sobre Portugal da Lonely Planet, esclarecendo a situação sobre a cena gay portuguesa, a pedido dos autores.
Foi dado o seu nome ao Centro de Documentação da ILGA Portugal, em reconhecimento do importante trabalho que promoveu naquela associação, em prol da divulgação e promoção dos direitos da comunidade LGBT portuguesa. Este é actualmente o único centro de documentação em Portugal sobre a temática gay.
Desde 1999 que vive e trabalha em Londres, celebrando em 2008 a união de facto com o homem com quem vivia desde 2006.
O seu testemunho enquanto activista gay numa manifestação de protesto fez parte do estudo "A representação das minorias sexuais na informação televisiva portuguesa" de Clara Roldão Pinto Caldeira, publicado em 2006.

## Outras referências
2. Centro de Documentação Gonçalo Diniz, ILGA Portugal. Visitado em 2016-01-27.
3. ILGA Portugal. Visitado em 2016-01-27.
4. Queer Lisboa. Visitado em 2016-01-27.
5. Centro LGBT (Inauguração, com Gonçalo Diniz e João Soares, 1997). Visitado em 2016-01-27.
6. Lisboa tem centro cultural LGBT (Time Out, 2010-04-07). Visitado em 2016-01-27.
7. Estalou o verniz (Elisabete Vilar, Público.pt, 27/07/1999). Visitado a 2016-01-27.
8. Anti-discrimination Clause in Portugueese Constitution? - By Goncalo Diniz. ILGA Euroletter, May 4th 1999. Visitado em 2016-01-28.